# Бримбанк

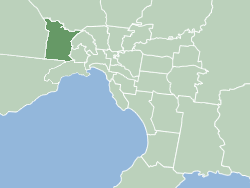
Карта Мельбурна с выделением Бримбанка

Городская территория Бримбанк (англ. The City of Brimbank) — район местного самоуправления в штате Виктория, Австралия, расположенный в северо-западном пригороде Мельбурна на расстоянии от 10 до 20 километров от центра города. Занимает территорию 123 квадратных километра. По переписи 2006 года население Бримбанка составляло 168 215 человек.

## Этимология названия
Назван по имени парка Бримбанк в районе Кейлор, который, в свою очередь, получил название в честь обычая местных фермеров прогонять стада по «краю берега» (англ. around the brim of the bank) реки Марибирнонг.

## История
Городская территория Бримбанк была образована 15 декабря 1994 года в результате слияния бывших городских территорий Кейлор и Саншайн.

## Культура
В Бримбанке имеется муниципальная галерея Центр искусств Охотничьего клуба, ориентированная на организацию выставок как известных, так и начинающих художников преимущественно из западной части Мельбурна.
Мультикультурный муниципальный хор Бримбанка состоит из 20 исполнителей. Отличительной его особенностью является исполнение песен на множестве различных языков, преимущественно стран, выходцы из которых живут в Бримбанке.

## Спорт
В Бримбанке функционирует более 50 муниципальных секций по различным видам спорта, как для детей, так и для взрослых.
Ежегодно вручаются специальные призы в следующих номинациях: спортсмен года, юный спортсмен года, тренер года, спортивный волонтёр года, коммерческий спортивный клуб года, муниципальный спортивный клуб года, клубный менеджер года.

## Районы Бримбанка
- Албанвэйл
- Албион
- Ардир
- Бруклин (частично)
- Кэрнли
- Колдер Парк
- Дир Парк
- Делэйхей
- Дэрримут
- Хиллсайд (частично)
- Киалба
- Кейлор
- Нижний Кейлор
- Восточный Кейлор (частично)
- Кейлор Лодж
- Северный Кейлор
- Кейлор Парк
- Кингс Парк
- Сент Олбанс
- Саншайн
- Северный Саншайн
- Западный Саншайн
- Сайденхэм
- Тэйлорс Лэйкс
- Тулламарин (частично)

## Города-побратимы
- Сирои, префектура Тиба, Япония